# Проктология

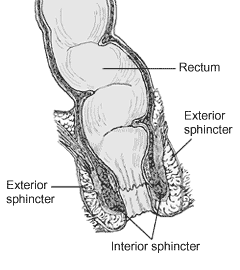
Аноректальная область

Проктоло́гия (от греч. πρωκτός — прямая кишка + λόγος — учение), или колопроктоло́гия (от κόλον — толстая кишка) — отрасль медицины, изучающая болезни толстой (прямой и ободочной) кишки, заднего прохода и параректальной области.

## Заболевания в проктологии
В проктологии занимаются диагностикой, лечением и профилактикой следующих заболеваний (список неполный):
- геморрой;
- травмы прямой кишки;
- инородные тела;
- опухоли;
- анальные трещины;
- выпадение кишки;
- анальный зуд;
- колит;
- эпителиальный копчиковый ход.

## История развития проктологии
Еще в древности врачи пытались лечить болезни прямой кишки. В одном из трудов Гиппократа уделялось большое внимание лечению геморроя и других болезней прямой кишки. Метод прижигания и отсечения геморроидальных узлов до сих пор используется современными проктологами.
Один из учёных Востока Абу Али Ибн Сина (Авиценна) обстоятельно рассказывал о болезнях прямой кишки и делился секретами лекарственного и оперативного лечения этой болезни.
Несмотря на имеющиеся знания, только в середине XX века проктология смогла выделиться из хирургии как самостоятельная дисциплина. Наука, изучающая проктологию, развивается, базируясь на достижениях нескольких медицинских направлений — хирургии, гастроэнтерологии, терапии.